# Sportjahr 2025
Liste der Sportjahre

◄◄ | ◄ | 2021 | 2022 | 2023 | 2024 | Sportjahr 2025

Weitere Ereignisse

## American Football
- 9. Februar: Die Philadelphia Eagles gewinnen in New Orleans, Louisiana, den Super Bowl LIX mit 40:22 gegen den Titelverteidiger Kansas City Chiefs.
- 7. September: Championship Game der European League of Football in Stuttgart.

## Cricket
- 19. Februar bis 9. März: ICC Champions Trophy 2025 in Pakistan und den Vereinigten Arabischen Emiraten. Indien war bei der neunten Auflage des Wettbewerbs zum dritten Mal erfolgreich.
- 14. Juni: Südafrika gewinnt das Finale der dritten ICC World Test Championship gegen Australien mit fünf Wickets.

## Darts
Am 3. Januar 2025 konnte sich der Engländer und Vorjahresfinalist Luke Littler im Finale der PDC World Darts Championship 2025 gegen den Niederländer und dreimaligen früheren Weltmeister Michael van Gerwen durchsetzen und wurde damit zum ersten Mal Weltmeister im Dartsport – mit einem Alter von 17 Jahren als bisher jüngster Titelträger der Geschichte. Damit endete das Event, welches am 15. Dezember 2024 im Alexandra Palace in London begonnen hatte.

## Eishockey

### Weltmeisterschaft
- 9. bis 25. Mai: Eishockey-Weltmeisterschaft der Herren 2025 in Stockholm (Schweden) und Herning (Dänemark).

## Fußball

### Afrika-Cup
- 21. Dezember 2025 bis 18. Januar 2026: 35. Afrika-Cup in Marokko.

### Europameisterschaft der Frauen
Vom 2. bis zum 27. Juli 2025 fand die 14. Europameisterschaft der Frauen in der Schweiz statt. Im Finale setzte sich Titelverteidiger England mit 3:1 im Elfmeterschießen gegen den Weltmeister Spanien durch (nach einem 1:1 in der regulären Spielzeit und keinen Toren in der Verlängerung). Gegen Spanien waren im Halbfinale Deutschland (0:1 nach Verlängerung) und im Viertelfinale die Schweiz (0:2) ausgeschieden.

### FIFA-Klub-Weltmeisterschaft
Vom 14. Juni bis zum 13. Juli 2025 fand in den Vereinigten Staaten die erstmalige Austragung der Klub-Weltmeisterschaft nach der deutlichen Aufstockung von sieben auf 32 Mannschaften statt. Im Finale setzte sich der FC Chelsea mit 3:0 gegen Paris Saint-Germain durch. Die beiden deutschen Mannschaften FC Bayern München und Borussia Dortmund schieden beide im Viertelfinale aus, der österreichische Teilnehmer FC Red Bull Salzburg bereits in der Gruppenphase.

### Höhepunkte im europäischen Vereinsfußball
- 21. Mai: Endspiel der UEFA Europa League im Estadio de San Mamés im spanischen Bilbao.
- 23. bis 25. Mai: Finale der UEFA Women’s Champions League im Estádio José Alvalade XXI in der portugiesischen Hauptstadt Lissabon.
- 28. Mai: Endspiel der UEFA Europa Conference League im Stadion Miejski in Breslau.
- 31. Mai: Finale der UEFA Champions League in der Allianz Arena in München.

## Leichtathletik

### Leichtathletik-Weltmeisterschaften
- Am 13. September sollen die Leichtathletik-Weltmeisterschaften 2025 in Tokio beginnen.

## Radsport

### Giro d’Italia
Der 108. Giro d’Italia startete am 9. Mai 2025 im albanischen Durrës und ging nach 21 Etappen mit zusammen 3443 Kilometern am 1. Juni 2025 in der italienischen Hauptstadt Rom zu Ende. Gesamtsieger wurde der Brite Simon Yates (Team Visma-Lease a Bike).

### Tour de France
Die 112. Tour de France startete am 5. Juli in Lille und ging nach 21 Etappen über insgesamt 3302 Kilometer am 27. Juli in der französischen Hauptstadt Paris zu Ende. Zum vierten Mal Gesamtsieger wurde der Slowene, Titelverteidiger und amtierende Straßenradsport-Weltmeister Tadej Pogačar (UAE Team Emirates-XRG), der auch die Bergwertung für sich entscheiden konnte. Auf den dritten Platz der Gesamtwertung fuhr der Deutsche Florian Lipowitz (Team: Red Bull-Bora-hansgrohe), der damit bei seiner ersten Tour de France auch die Nachwuchswertung gewinnen konnte.

### Vuelta a España
Die 80. Vuelta a España (Spanienrundfahrt) soll vom 23. August bis zum 14. September hauptsächlich in Spanien stattfinden, beginnt aber erstmals in ihrer Geschichte in Italien und führt auch durch Frankreich und Andorra. Die Rundfahrt soll in Turin starten, und in Madrid enden. Die geplanten 21 Etappen führen über insgesamt 3265 Kilometer.

## Rugby Union
- 27. September: Finale der Frauen-Rugby-Union-Weltmeisterschaft in London.

## Skispringen

### Vierschanzentournee
Vom 28. Dezember 2024 bis zum 6. Januar 2025 fand die 73. Vierschanzentournee statt. Der Österreicher Daniel Tschofenig gewann erstmals die Tournee, nachdem er bei zwei von vier Springen siegreich war, vor seinen Landsleuten Jan Hörl und Stefan Kraft (Letzterer gewann ebenfalls zwei Springen).

## Tennis

### Grand-Slam-Turniere

#### Australian Open
Die 113. Australian Open fanden vom 12. bis 26. Januar im australischen Melbourne statt. Sieger im Einzel wurden der Italiener und Titelverteidiger Jannik Sinner (3. Grand-Slam-Titel) bei den Herren und die US-Amerikanerin Madison Keys (1. Grand-Slam-Titel) bei den Damen. Im Herrendoppel gewannen Harri Heliövaara und Henry Patten, im Damendoppel Kateřina Siniaková und Taylor Townsend sowie im Mixed Olivia Gadecki und John Peers.

#### French Open
Die 124. French Open fanden vom 25. Mai bis 8. Juni in der französischen Hauptstadt Paris statt. Sieger im Einzel wurden der Spanier und Titelverteidiger Carlos Alcaraz (5. Grand-Slam-Titel) bei den Herren und die US-Amerikanerin Coco Gauff (2. Grand-Slam-Titel) bei den Damen. Im Herrendoppel gewannen Marcel Granollers und Horacio Zeballos, im Damendoppel Sara Errani und Jasmine Paolini sowie im Mixed Sara Errani und Andrea Vavassori.

#### Wimbledon
Die 138. Wimbledon Championships fanden vom 30. Juni bis 13. Juli 2025 in der britischen Hauptstadt London statt. Sieger im Einzel wurden der Italiener Jannik Sinner (4. Grand-Slam-Titel) bei den Herren und die Polin Iga Świątek (6. Grand-Slam-Titel) bei den Damen. Im Herrendoppel gewannen Julian Cash und Lloyd Glasspool, im Damendoppel Weronika Kudermetowa und Elise Mertens sowie im Mixed Kateřina Siniaková und Sem Verbeek.

#### US Open
Die 145. US Open finden vom 25. August bis 7. September 2025 im US-amerikanischen New York statt.

## Gestorben

### Januar
- 02. Januar: Ágnes Keleti, ungarisch-israelische Turnerin und Turntrainerin (* 1921)
- 02. Januar: Werner Leimgruber, Schweizer Fußballspieler (* 1934)
- 02. Januar: Ralph Mann, US-amerikanischer Leichtathlet (* 1949)
- 02. Januar: Cristóbal Ortega, mexikanischer Fußballspieler (* 1956)
- 02. Januar: Ján Zachara, tschechoslowakischer Boxer (* 1928)
- 03. Januar: Gilbert Van Binst, belgischer Fußballspieler und -trainer (* 1951)
- 03. Januar: Richard Louis, barbadischer Leichtathlet (* 1964)
- 04. Januar: Herbert Heinrich, deutscher Eishockeyspieler (* 1958)
- 04. Januar: Matías Acuña, uruguayischer Fußballspieler (* 1992)
- 04. Januar: Arigo Padovan, italienischer Radrennfahrer (* 1927)
- 05. Januar: Gerd Achterberg, deutscher Fußballspieler, -trainer und -funktionär (* 1940)
- 05. Januar: Robert Hübner, deutscher Schachspieler (* 1948)
- 05. Januar: Al MacNeil, kanadischer Eishockeyspieler (* 1935)
- 06. Januar: Dwight Foster, kanadischer Eishockeyspieler (* 1957)
- 07. Januar: Petja Pendarewa, bulgarische Leichtathletin (* 1971)
- 08. Januar: Fabio Cudicini, italienischer Fußballspieler (* 1935)
- 09. Januar: Alberto Onofre, mexikanischer Fußballspieler (* 1947)
- 10. Januar: Kamen Penew, bulgarischer Ringer (* 1959)
- 11. Januar: Bobby Kennedy, schottischer Fußballspieler (* 1937)
- 13. Januar: Tony Book, englischer Fußballspieler und -trainer (* 1934)
- 15. Januar: János Szabó, ungarischer Motorradrennfahrer (* 1957)
- 15. Januar: Gus Williams, US-amerikanischer Basketballspieler (* 1953)
- 16. Januar: Harry Bild, schwedischer Fußballspieler (* 1936)
- 16. Januar: Jacques Guittet, französischer Fechter (* 1930)
- 16. Januar: Bob Uecker, US-amerikanischer Baseballspieler, Sportreporter und Schauspieler (* 1934)
- 17. Januar: Denis Law, schottischer Fußballspieler (* 1940)
- 18. Januar: Max Endjala, namibischer Squashspieler (* 1981)
- 19. Januar: Marcel Bonin, kanadischer Eishockeyspieler (* 1931)
- 20. Januar: Willard Ikola, US-amerikanischer Eishockeyspieler und -trainer (* 1932)
- 20. Januar: Fred Newhouse, US-amerikanischer Leichtathlet (* 1948)
- 21. Januar: Keiichi Suzuki, japanischer Eisschnellläufer (* 1942)
- 22. Januar: Cornel Oțelea, rumänischer Handballspieler, -trainer und Sportfunktionär (* 1940)
- 23. Januar: Krassimir Kotschew, bulgarischer Ringer (* 1974)
- 24. Januar: Iris Critchell, US-amerikanische Schwimmerin (* 1920)
- 24. Januar: Dimitrios Domazos, griechischer Fußballspieler (* 1942)
- 24. Januar: David Gaskell, englischer Fußballspieler (* 1940)
- 25. Januar: Greg Bell, US-amerikanischer Leichtathlet (* 1930)
- 25. Januar: Marlène Canguio, französische Leichtathletin (* 1942)
- 25. Januar: Dražen Dalipagić, jugoslawischer Basketballspieler und -trainer (* 1951)
- 27. Januar: Guido Citterio, italienischer Eisschnellläufer (* 1931)
- 27. Januar: Uwe Neumann, deutscher Schwimmtrainer (* 1943 od. 1944)
- 27. Januar: Baldur Preiml, österreichischer Skispringer, Trainer und Sportfunktionär (* 1939)
- 29. Januar: Tobias Eder, deutscher Eishockeyspieler (* 1998)
- 29. Januar: Gianpaolo Grisandi, italienischer Radrennfahrer (* 1964)
- 29. Januar: Wadim Wladimirowitsch Naumow, russischer Eiskunstläufer (* 1969)
- 29. Januar: Jewgenija Wassiljewna Schischkowa, russische Eiskunstläuferin (* 1972)
- 30. Januar: Richard Button, US-amerikanischer Eiskunstläufer (* 1929)
- 31. Januar: Rudi Balsam, deutscher Fußballspieler (* 1935)

### Februar
- 01. Februar: Sigi Renz, deutscher Radsportler (* 1938)
- 01. Februar: Raúl Gómez, mexikanischer Fußballspieler (* 1950)
- 01. Februar: Christian Steiner, deutscher Eiskunstläufer (* 1960)
- 02. Februar: Friedrich Wilhelm Braun, brasilianischer Basketballspieler (* 1941)
- 02. Februar: Peter Enders, deutscher Schachspieler (* 1963)
- 05. Februar: Ernst-Joachim Küppers, deutscher Schwimmer (* 1942)
- 05. Februar: Vito Di Tano, italienischer Radrennfahrer (* 1954)
- 06. Februar: Dick Meredith, US-amerikanischer Eishockeyspieler (* 1932)
- 07. Februar: Toomas Leius, sowjetischer Tennisspieler (* 1941)
- 09. Februar: Miika Elomo, finnischer Eishockeyspieler und -trainer (* 1977)
- 09. Februar: Elena Grölz, deutsch-rumänische Handballspielerin (* 1960)
- 09. Februar: Amado Palacios, mexikanischer Fußballspieler (* 1941)
- 09. Februar: Helmut Zwickl, österreichischer Motorsportjournalist (* 1939)
- 10. Februar: Panagiotis Ikonomopoulos, griechischer Fußballspieler (* 1943)
- 10. Februar: Jemima Kabeya, französische Handballspielerin (* 2003)
- 11. Februar: Danny DiLiberto, US-amerikanischer Billardspieler (* 1935)
- 11. Februar: Georgios Roumbanis, griechischer Stabhochspringer (* 1929)
- 12. Februar: Ana Ambrazienė, sowjetische Leichtathletin (* 1955)
- 12. Februar: Marlies Ixmeier, deutsche Basketballspielerin (* 1934)
- 13. Februar: Klaus Blischke, deutscher Sportwissenschaftler (* 1947)
- 13. Februar: Fethi Heper, türkischer Fußballspieler (* 1944)
- 14. Februar: Avi Assouly, französischer Fußballspieler und Sportjournalist (* 1950)
- 15. Februar: Jorge Nuno Pinto da Costa, portugiesischer Sportfunktionär (* 1937)
- 16. Februar: Luis Estaba, venezolanischer Boxer (* 1938)
- 17. Februar: Volker Roth, deutscher Fußballschiedsrichter (* 1942)
- 18. Februar: Wilhelm J. Brinkmann, deutscher Schachspieler (* 1947)
- 18. Februar: Marie-Chantal Depetris-Demaille, französische Florettfechterin (* 1941)
- 18. Februar: Derrick Freeman, US-amerikanisch-deutscher Basketballspieler (* 1969)
- 19. Februar: Kent Bernard, trinidadischer Leichtathlet (* 1942)
- 20. Februar: Erhard Hofeditz, deutscher Fußballspieler und -trainer (* 1953)
- 20. Februar: Mabel Landry, US-amerikanische Leichtathletin (* 1932)
- 20. Februar: Evan Williams, schottischer Fußballtorhüter (* 1943)
- 21. Februar: Yvonne Curtet, französische Leichtathletin (* 1920)
- 22. Februar: Jorge Mariné, spanischer Radrennfahrer (* 1941)
- 23. Februar: Greg Haugen, US-amerikanischer Boxer (* 1960)
- 23. Februar: Jan Johnson, US-amerikanischer Stabhochspringer (* 1950)
- 24. Februar: Piet van Katwijk, niederländischer Radsportler (* 1949)
- 25. Februar: Michail Anatoljewitsch Wassiljew, russischer Handballspieler (* 1961)
- 26. Februar: Johann Pirkner, österreichischer Fußballspieler (* 1946)
- 27. Februar: Javier Dorado Bielsa, spanischer Fußballspieler (* 1977)
- 27. Februar: Boris Spasski, russisch-französischer Schachspieler, Weltmeister 1969–1972 (* 1937)
- 27. Februar: Marvin Wijks, niederländischer Fußballspieler (* 1984)
- 28. Februar: Hans-Rüdiger Groß, deutscher Radsportler (* 1953)

### März
- 01. März: Tullio Lanese, italienischer Fußballschiedsrichter und späterer -funktionär (* 1947)
- 02. März: Buwaissar Saitijew, russischer Ringer tschetschenischer Herkunft (* 1975)
- 03. März: Felicia Țilea-Moldovan, rumänische Leichtathletin (* 1967)
- 04. März: Cássio Francisco de Jesus, brasilianischer Fußballspieler (* 1989)
- 05. März: Fred Stolle, australischer Tennisspieler (* 1938)
- 06. März: Walter Bucher, Schweizer Radrennfahrer (* 1926)
- 06. März: Henri Duez, französischer Radrennfahrer (* 1937)
- 06. März: Olavi Salonen, finnischer Leichtathlet (* 1933)
- 09. März: Herbert Haag, deutscher Sportpädagoge (* 1937)
- 09. März: Richard McTaggart, britischer Boxer (* 1935)
- 09. März: Akinori Nakayama, japanischer Kunstturner (* 1943)
- 09. März: Yola Ramírez, mexikanische Tennisspielerin (* 1935)
- 10. März: Natalja Achrimenko, russische Leichtathletin (* 1955)
- 11. März: Norair Nurikjan, bulgarischer Gewichtheber (* 1948)
- 12. März: Klaus Kobusch, deutscher Radrennfahrer (* 1941)
- 13. März: Rolf Witthöft, deutscher Endurosportler (* 1944)
- 15. März: Doris Fitschen, deutsche Fußballspielerin und -funktionärin (* 1968)
- 16. März: Tomáš Klouček, tschechischer Eishockeyspieler (* 1980)
- 18. März: Wlamir Marques, brasilianischer Basketballspieler (* 1937)
- 18. März: Fjodor Michailowitsch Malychin, russischer Eishockeyspieler (* 1990)
- 19. März: Hernán Godoy, chilenischer Fußballspieler (* 1941)
- 19. März: Andrija Delibašić, montenegrinischer Fußballspieler (* 1981)
- 20. März: Eddie Jordan, irischer Automobilrennfahrer, Motorsportmanager und Formel-1-Teambesitzer (* 1948)
- 21. März: George Foreman, US-amerikanischer Boxer (* 1949)
- 21. März: Giancarlo Guerrini, italienischer Schwimmer und Wasserballspieler (* 1939)
- 21. März: Hannu Koivunen, deutsch-finnischer Eishockeyspieler (* 1948)
- 22. März: Livingstone Bramble, Boxer aus St. Kitts und Nevis (* 1960)
- 22. März: Djamel Menad, algerischer Fußballspieler und -trainer (* 1960)
- 23. März: Bogdan Daras, polnischer Ringer (* 1960)
- 23. März: Eugeniusz Lewacki, polnischer Eishockeyspieler (* 1926)
- 23. März: Vladimir Matović, serbischer Handballspieler (* 1976)
- 25. März: Juan Aguilera, spanischer Tennisspieler (* 1962)
- 25. März: Gene Mangan, irischer Radrennfahrer (* 1937)
- 26. März: Masami Tanabu, japanischer Eishockeyspieler und -trainer (* 1934)
- 27. März: Peter Lever, englischer Cricketspieler (* 1940)
- 27. März: Wolfgang Schnarr, deutscher Fußballspieler (* 1941)
- 27. März: Berkin Usta, türkischer Skirennläufer (* 2000)
- 28. März: Johann Eigenstiller, österreichischer Fußballspieler (* 1943)
- 28. März: Hennadij Horbenko, ukrainischer Leichtathlet (* 1975)
- 28. März: Olegario Vázquez Raña, mexikanischer Sportschütze (* 1935)
- 29. März: Stefan Hula, polnischer Nordischer Kombinierer (* 1947)
- 30. März: Roselore Sonntag, deutsche Turnerin und Turntrainerin (* 1934)
- 31. März: Kurt Feuersinger, österreichischer Fußballspieler (* 1957)
- 31. März: Ernst Raser, österreichischer Judosportler, -trainer und -funktionär (* 1943)

### April
- 01. April: Leandro Domingues, brasilianischer Fußballspieler (* 1983)
- 03. April: Hervé Collot, französischer Fußballspieler und -trainer (* 1932)
- 03. April: Jiří Kochta, tschechischer Eishockeyspieler (* 1946)
- 03. April: Amália Sterbinszky, ungarische Handballspielerin und -trainerin (* 1950)
- 04. April: Friðrik Ólafsson, isländischer Schachgroßmeister (* 1935)
- 05. April: Heikki Hasu, finnischer Skisportler (* 1926)
- 06. April: Jorge Bolaño, kolumbianischer Fußballspieler (* 1977)
- 07. April: Raghbir Lal, indischer Hockeyspieler (* 1929)
- 07. April: Greg Millen, kanadischer Eishockeyspieler (* 1957)
- 08. April: Wilhelm Burgsmüller, deutscher Fußballspieler (* 1932)
- 08. April: Octavio Dotel, dominikanischer Baseballspieler (* 1973)
- 08. April: Haílton Corrêa de Arruda, brasilianischer Fußballspieler (* 1937)
- 08. April: Dieter Versen, deutscher Fußballspieler (* 1945)
- 09. April: Ray Shero, US-amerikanischer Eishockeyspieler und -funktionär (* 1962)
- 10. April: Leo Beenhakker, niederländischer Fußballtrainer (* 1942)
- 10. April: Alexis Noble, uruguayischer Fußballspieler (* 1963)
- 11. April: Klaus Lambertz, deutscher Fußballtorhüter (* 1940)
- 12. April: Jean Breuer, deutscher Radrennfahrer (* 1938)
- 13. April: Hans Wilhelm Gäb, deutscher Tischtennisspieler und -funktionär (* 1936)
- 14. April: Joaquín Galera, spanischer Radrennfahrer (* 1940)
- 14. April: Joe Horn, österreichischer Volleyballspieler und Handballfunktionär (* 1953)
- 15. April: Martin Petkov, österreichischer Fußballspieler (* 1988)
- 15. April: Kees Smit, niederländischer Fußballspieler (* 1940)
- 16. April: Aaron Boupendza, gabunischer Fußballspieler (* 1996)
- 17. April: Chuck Ferries, US-amerikanischer Skirennläufer (* 1939)
- 18. April: Nikola Pokrivač, kroatischer Fußballspieler (* 1985)
- 19. April: Barry Hoban, britischer Radrennfahrer (* 1940)
- 19. April: Tassilo Thierbach, deutscher Eiskunstläufer (* 1956)
- 20. April: Hugo Gatti, argentinischer Fußballspieler (* 1944)
- 20. April: Ab Geldermans, niederländischer Radrennfahrer (* 1935)
- 20. April: Werner Lorant, deutscher Fußballspieler und -trainer (* 1948)
- 20. April: Marija Timofejewna Schubina, sowjetische Kanutin (* 1930)
- 21. April: Urszula Figwer, polnische Leichtathletin (* 1931)
- 22. April: Keith Stackpole, australischer Cricketspieler (* 1940)
- 23. April: Steve McMichael, US-amerikanischer American-Football-Spieler (* 1957)
- 23. April: Jaromír Paciorek, tschechischer Fußballspieler (* 1979)
- 24. April: Fritz Baumbach, deutscher Fernschachgroßmeister (* 1935)
- 26. April: Max Bolkart, deutscher Skispringer (* 1932)
- 26. April: Jair da Costa, brasilianischer Fußballspieler (* 1940)
- 28. April: Giovanni Lievore, italienischer Leichtathlet (* 1932)
- 29. April: Álvaro Silva, portugiesischer Leichtathlet (* 1965)
- 29. April: Ed Van Impe, kanadischer Eishockeyspieler (* 1940)

### Mai
- 02. Mai: Kathleen Corrigan-Ekas, US-amerikanische Turnerin und Turntrainerin (* 1945)
- 03. Mai: Ian Polmear, australischer Leichtathlet (* 1928)
- 03. Mai: Karsten Stolz, deutscher Leichtathlet (* 1964)
- 04. Mai: André Foucher, französischer Radrennfahrer (* 1933)
- 04. Mai: Jochen Mass, deutscher Automobilrennfahrer (* 1946)
- 04. Mai: Peter McParland, nordirischer Fußballspieler (* 1934)
- 04. Mai: Rafael Rullán, spanischer Basketballspieler (* 1952)
- 05. Mai: Luis Galván, argentinischer Fußballspieler (* 1948)
- 05. Mai: Giuseppe Moioli, italienischer Ruderer (* 1927)
- 06. Mai: Enrico Paolini, italienischer Radrennfahrer (* 1945)
- 08. Mai: Kikuo Wada, japanischer Ringer (* 1951)
- 09. Mai: Francisco Rotunno, chilenischer Fußballspieler (* 1976)
- 10. Mai: Bob Cowper, australischer Cricketspieler (* 1940)
- 10. Mai: Gerhard Gulewicz, österreichischer Extremsportler (* 1967)
- 10. Mai: Dragan Labović, serbischer Basketballspieler (* 1987)
- 10. Mai: Wolfgang Rausch, deutscher Fußballspieler (* 1947)
- 11. Mai: Colin Booth, englischer Fußballspieler (* 1934)
- 12. Mai: Vlastimil Hort, tschechisch-deutscher Schachspieler (* 1944)
- 12. Mai: Gerard Schipper, niederländischer Radrennfahrer (* 1948)
- 13. Mai: Szvetiszláv Sasics, ungarischer Pentathlet (* 1948)
- 13. Mai: Teijirō Tanikawa, japanischer Schwimmer (* 1932)
- 14. Mai: Chic Bates, englischer Fußballspieler und -trainer (* 1949)
- 15. Mai: Heidi Eisterlehner, deutsche Tennisspielerin (* 1949)
- 15. Mai: Bruno Franceschetti, italienischer Turner (* 1941)
- 15. Mai: Natallja Schykalenka, sowjetisch-belarussische Leichtathletin (* 1964)
- 15. Mai: Karl-Heinz Vogt, deutscher Fußballspieler (* 1945)
- 20. Mai: Nino Benvenuti, italienischer Boxer (* 1938)
- 20. Mai: Gadi Kinda, israelischer Fußballspieler (* 1994)
- 21. Mai: Leszek Górski, polnischer Schwimmer und Schwimmtrainer (* 1961)
- 21. Mai: Nol de Ruiter, niederländischer Fußballspieler und -trainer (* 1940)
- 23. Mai: Pavel Chaloupka, tschechischer Fußballspieler und -trainer (* 1959)
- 24. Mai: Waleri Konstantinowitsch Lwow, sowjetischer Boxer (* 1953)
- 25. Mai: Bill Asprey, englischer Fußballspieler und -trainer (* 1936)
- 25. Mai: Christophe Clement, französischer Pferderennsporttrainer (* 1965)
- 26. Mai: Waleed al-Jasem Mubarak, kuwaitischer Fußballspieler (* 1959)
- 26. Mai: Ibou Faye, senegalesischer Leichtathlet (* 1969)
- 27. Mai: Willie Stevenson, schottischer Fußballspieler (* 1939)
- 27. Mai: Juan Ramón Verón, argentinischer Fußballspieler (* 1944)
- 28. Mai: Salman Alchasurowitsch Chassimikow, sowjetischer Ringer (* 1953)
- 28. Mai: Luisa Fuentes, peruanische Volleyballspielerin (* 1948)
- 29. Mai: Ludo Dierckxsens, belgischer Radrennfahrer (* 1964)
- 30. Mai: Jang Yun-chang, südkoreanischer Volleyballspieler (* 1960)
- 31. Mai: Josef Capoušek, tschechisch-deutscher Kanutrainer (* 1946)
- 31. Mai: Mike McCallum, jamaikanischer Boxer (* 1956)
- 31. Mai: Lachie Stewart, britischer Leichtathlet (* 1943)

### Juni
- 01. Juni: Klaus Engels, deutscher Fußballspieler (* 1938)
- 02. Juni: Tan Joe Hok, indonesischer Badmintonspieler (* 1937)
- 02. Juni: Obisia Nwankpa, nigerianischer Boxer (* 1950)
- 03. Juni: Doug Eggers, US-amerikanischer American-Football-Spieler (* 1930)
- 03. Juni: Shigeo Nagashima, japanischer Baseballspieler und -manager (* 1936)
- 05. Juni: Friedhelm Jesse, deutscher Fußballtorhüter (* 1936)
- 06. Juni: Peter Barac, österreichischer Fußballspieler (* 1964)
- 07. Juni: Tony Jordan, englischer Badmintonspieler (* 1934)
- 08. Juni: Nina Kuscsik, US-amerikanische Marathonläuferin (* 1939)
- 08. Juni: Uriah Rennie, jamaikanisch-englischer Fußballschiedsrichter (* 1959)
- 08. Juni: Stu Wilson, neuseeländischer Rugby-Union-Spieler (* 1954)
- 09. Juni: Julio Quevedo, guatemaltekischer Leichtathlet (* 1939)
- 10. Juni: Günter Madeja, deutscher Fußballspieler (* 1939)
- 11. Juni: Tetsuo Satō, japanischer Volleyballspieler (* 1949)
- 13. Juni: Martín Billoch, argentinischer Segler (* 1959)
- 13. Juni: Norbert Irtel, deutscher Fußballspieler (* 1945)
- 16. Juni: Ernst Tippelt, deutscher Fußballspieler (* 1943)
- 17. Juni: Egon Coordes, deutscher Fußballspieler und -trainer (* 1944)
- 17. Juni: Bernard Lacombe, französischer Fußballspieler (* 1952)
- 17. Juni: Petra Schrott, italienische Badmintonspielerin (* 1971)
- 18. Juni: Guy Husson, französischer Leichtathlet (* 1931)
- 18. Juni: Konstantin Kokora, sowjetischer Eiskunstläufer (* 1957)
- 18. Juni: Tom Murphy, US-amerikanischer Leichtathlet (* 1935)
- 18. Juni: Braulio Musso, chilenischer Fußballspieler (* 1930)
- 20. Juni: Edwin Bhend, Schweizer Schachspieler (* 1931)
- 20. Juni: Mieczysław Młynarski, polnischer Basketballspieler und -trainer (* 1956)
- 20. Juni: Pauli Nevala, finnischer Speerwerfer (* 1940)
- 21. Juni: Denis Lathoud, französischer Handballspieler und -trainer (* 1966)
- 21. Juni: David Lawrence, englischer Cricketspieler (* 1964)
- 22. Juni: Franco Testa, italienischer Bahnradsportler (* 1938)
- 23. Juni: John Clark, schottischer Fußballspieler (* 1941)
- 23. Juni: Gérard Lefranc, französischer Fechter (* 1935)
- 23. Juni: Adolfo Olivares, chilenischer Fußballspieler (* 1940)
- 24. Juni: Eduardo Cofré, chilenischer Fußballspieler (* 1961)
- 25. Juni: Hitoshi Morishita, japanischer Fußballspieler und -trainer (* 1967)
- 25. Juni: Gerry Philbin, US-amerikanischer American-Football-Spieler (* 1941)
- 26. Juni: Jaroslav Studzizba, polnischer Fußballspieler (* 1955)
- 27. Juni: Bill Dellinger, US-amerikanischer Leichtathlet (* 1934)
- 27. Juni: Ileana Silai, rumänische Leichtathletin (* 1941)
- 28. Juni: Wayne Larkins, englischer Cricketspieler (* 1953)
- 28. Juni: Kevin Nunis, malaysischer Hockeyspieler (* 1959)
- 28. Juni: Jacques Vergnes, französischer Fußballspieler (* 1948)
- 29. Juni: Pentti Matikainen, finnischer Eishockeyspieler- und trainer (* 1950)
- 30. Juni: Ion Cernea, rumänischer Ringer (* 1933)
- 30. Juni: Wanda dos Santos, brasilianische Leichtathletin (* 1932)
- 30. Juni: Lajos Sătmăreanu, rumänischer Fußballspieler und -trainer (* 1944)
- 000Juni: Alan Peacock, englischer Fußballspieler (* 1937)

### Juli
- 01. Juli: Alex Delvecchio, kanadischer Eishockeyspieler, -trainer und -funktionär (* 1931)
- 01. Juli: Rinus Israël, niederländischer Fußballspieler und -trainer (* 1942)
- 01. Juli: Michael Löwe, rumänischer Boxer (* 1969)
- 02. Juli: Juan Manuel Álvarez Álvarez, mexikanischer Fußballspieler, -trainer und -funktionär (* 1948)
- 02. Juli: Hermann Merchel, deutscher Fußballtorhüter (* 1937)
- 02. Juli: Teresio Vachet, italienischer Skirennläufer (* 1947)
- 02. Juli: Franck Verzy, französischer Leichtathlet (* 1961)
- 03. Juli: László Horváth, ungarischer Pentathlet (* 1946)
- 03. Juli: Diogo Jota, portugiesischer Fußballspieler (* 1996)
- 03. Juli: Jacques Marinelli, französischer Radrennfahrer (* 1925)
- 03. Juli: Peter Rufai, nigerianischer Fußballtorhüter (* 1963)
- 03. Juli: André Silva, portugiesischer Fußballspieler (* 2000)
- 04. Juli: Lyndon Byers, kanadischer Eishockeyspieler (* 1964)
- 04. Juli: Lydyja Semenowa, ukrainische Schachspielerin (* 1951)
- 05. Juli: Gordon Rorke, australischer Cricketspieler (* 1938)
- 07. Juli: Miguel Ángel López, argentinischer Fußballspieler (* 1942)
- 07. Juli: Dieter Kuprella, deutscher Basketballspieler (* 1946)
- 09. Juli: Frank Layden, US-amerikanischer Basketballtrainer und -manager (* 1932)
- 10. Juli: Nicolas Dumont, französischer Radrennfahrer (* 1973)
- 13. Juli: Awtandil Maisuradse, sowjetischer Ringer (* 1955)
- 14. Juli: Chang Jung-lin, taiwanischer Poolbillardspieler (* 1985)
- 14. Juli: Fauja Singh, britisch-indischer Leichtathlet (* ≈1911)
- 15. Juli: Audun Grønvold, norwegischer Skiläufer (* 1976)
- 16. Juli: Ahmed Faras, marokkanischer Fußballspieler (* 1946)
- 16. Juli: Samuele Privitera, italienischer Radrennfahrer (* 2005)
- 16. Juli: Wayne Thomas, kanadischer Eishockeytorhüter, -trainer und -funktionär (* 1947)
- 17. Juli: Felix Baumgartner, österreichischer Extremsportler (* 1969)
- 17. Juli: Bryan Braman, US-amerikanischer American-Football-Spieler (* 1987)
- 18. Juli: Hitomi Obara, japanische Ringerin (* 1981)
- 18. Juli: Graylin Warner, US-amerikanischer Basketballspieler (* 1962)
- 18. Juli: Jochen Wucherer, deutscher Basketballspieler (* 1940)
- 20. Juli: José Maria Marin, brasilianischer Fußballspieler und Sportfunktionär (* 1932)
- 21. Juli: Crescencio Gutiérrez, mexikanischer Fußballspieler (* 1933)
- 22. Juli: John Fallon, schottischer Fußballspieler (* 1940)
- 22. Juli: Iie Sumirat, indonesischer Badmintonspieler und -trainer (* 1950)
- 24. Juli: Wiktor Burakow, ukrainischer Leichtathlet (* 1955)
- 24. Juli: Josef Černý, tschechischer Eishockeyspieler und -trainer (* 1939)
- 24. Juli: Julio César Cortés, uruguayischer Fußballspieler (* 1941)
- 24. Juli: Hulk Hogan, US-amerikanischer Wrestler (* 1953)
- 25. Juli: Herbert Pankau, deutscher Fußballspieler und Sportfunktionär (* 1941)
- 25. Juli: Dwight Qawi, US-amerikanischer Boxer (* 1953)
- 28. Juli: Laura Dahlmeier, deutsche Biathletin (* 1993)
- 28. Juli: Salvatore Gionta, italienischer Wasserballspieler, -trainer und -funktionär (* 1930)
- 28. Juli: Ryne Sandberg, US-amerikanischer Baseballspieler (* 1959)
- 29. Juli: Jean-Pierre Egger, Schweizer Leichtathlet und Leichtathletiktrainer (* 1943)
- 29. Juli: Carmel Muscat, maltesischer Radrennfahrer (* 1961)
- 31. Juli: Peter Kaack, deutscher Fußballspieler (* 1941)
- 31. Juli: Franz-Josef Nacken, deutscher Fußballspieler (* 1940)
- 31. Juli: Marlena Zagoni, rumänische Ruderin (* 1951)

### August
- 02. August: Wladimir Albertowitsch Popow, russischer Ringer (* 1962)
- 02. August: Ulli Potofski, deutscher Sportmoderator (* 1952)
- 02. August: Peter Veselovský, slowakischer Eishockeyspieler (* 1964)
- 03. August: Dieter Thun, deutscher Fußballspieler (* 1939)
- 04. August: Ove Kindvall, schwedischer Fußballspieler (* 1943)
- 05. August: Jorge Costa, portugiesischer Fußballspieler, -trainer und -funktionär (* 1971)
- 05. August: Frank Mill, deutscher Fußballspieler (* 1958)
- 06. August: Urs Bärtschi, Schweizer Eishockeyspieler und -trainer (* 1957)
- 06. August: Karl-Heinz Bergsträßer, deutscher Handballtrainer (* 1937)
- 06. August: Suleiman al-Obeid, palästinensischer Fußballspieler (* 1894)
- 08. August. Terry Hennessey, walisischer Fußballspieler (* 1942)
- 08. August: Leo Windtner, österreichischer Fußballfunktionär (* 1950)
- 10. August: Egon Henninger, deutscher Schwimmer (* 1940)
- 10. August: Kunishige Kamamoto, japanischer Fußballspieler, -trainer und -funktionär (* 1944)
- 11. August: Richard Carr, britischer Fußballfunktionär (* 1938)
- 14. August: Bernardo Ruiz, spanischer Radrennfahrer (* 1925)
- 16. August: Bob Simpson, australischer Cricketspieler (* 1936)
- 17. August: Julio César León, venezolanischer Radrennfahrer (* 1925)
- 17. August: Niilo Halonen, finnischer Skispringer (* 1940)
- 17. August: Hans-Bert Matoul, deutscher Fußballspieler und -trainer (* 1945)
- 19. August: Razak Omotoyossi, beninischer Fußballspieler (* 1985)